# 이황화 셀레늄
이황화 셀레늄(selenium disulfide) 또는 황화 셀레늄(selenium sulfide)은 어루러기, 지루성 피부염 및 비듬 등을 치료하는데 사용되는 화학 화합물 및 항진균제이다. 로션이나 샴푸 형태로 환부에 적용된다. 치료가 중단되면, 비듬이 다시 생길 수 있다.
부작용으로는 탈모, 피부 자극, 피곤함이 있다. 2세 미만의 어린이에게는 권장되지 않는다. 임신이나 모유 수유시 투약은 연구되지 않았다.
황화 셀레늄은 1951년 초에 미국에서 의약품으로 사용 승인되었다. 세계보건기구 필수 의약품 목록에 황화셀레늄이 등재되어 있다. 황화셀레늄은 일반의약품으로, 처방전 없이 구입할 수 있다. 미국에서는 한 달 치료 비용이 25USD미만이다.

황화셀레늄을 나타내는 Se3S5의 구조

## 의료용품으로서의 황화셀레늄
황화셀레늄은 말라세지아균에 감염된 두피, 비듬 및 지루성 피부염의 치료를 위해 샴푸나 연고에 있는 약품이다. 미국에서는 1% 이하 함유시 일반의약품으로 판매되고, 2.5% 함유시 의사의 처방전이 필요한 전문의약품을 판매된다. 캐나다에서는 2.5% 함유시 일반의약품으로 분류된다. 2.5%가 함유된 황화셀레늄은 어루러기를 치료하는데 사용된다. 각화증의 치료로 또한 효과적이라고 제안되었다.

## 부작용
황화셀레늄은 모발의 변색을 유발하고, 모발 염료의 색을 변화시킬 수 있다. 금속성 보석도 변색이 될 수 있다. 두드러기, 호흡 곤란, 얼굴, 입술, 혀 또는 목이 부을 수 있다. 알레르기 반응이 있으면 즉시 응급 의료의 도움을 받는다. 비정상적이거나 심한 물집, 가려움증, 발적, 벗겨짐, 건조 또는 치료 된 피부 자극이있는 경우 셀레늄 황화물 사용을 중단하고 의사에게 연락하는 것이 좋다.